# Martin Wegelius
Martin Wegelius (ur. 10 listopada 1846 w Helsinkach, zm. 22 marca 1906 tamże) – fiński kompozytor i muzykolog, założyciel Helsińskiego Instytutu Muzycznego i jego pierwszy dyrektor. 

## Życiorys
Wegelius studiował historię sztuki, filozofię, historię i literaturę, a Carl Gustaf Estlander (1834–1910) upatrywał w nim swojego następcę. Jednocześnie kształcił się muzycznie u Gabriela Linséna (1838–1914) i Friedricha Richarda Faltina (1835–1918). Dyplom z filozofii uzyskał w 1869 roku. 
W latach 1870–1871 Wegelius studiował w Wiedniu, a w latach 1871–1873 w Lipsku, m.in. pod kierunkiem teoretyka muzyki Ernsta Richtera (1808–1879), kompozytorów Carla Reinecke (1824–1910) i Salomona Jadassohna (1831–1902). W 1873 roku powrócił do Helsinek i ożenił się z Hanną Bergroth. Następnie pracował jako nauczyciel gry na fortepianie, krytyk muzyczny, dyrygent i wykładowca Akademickiego Towarzystwa Śpiewaczego. W latach 1874–1881 prowadził własne towarzystwo muzyczne Dilettantföreningen. W latach 1877–1878 odbył podróż studialną do Monachium, gdzie kształcił się pod okiem kompozytora Josefa Rheinbergera (1839–1901), i do Lipska. W okresie tym wiele komponował. Po powrocie do Finlandii w 1879 roku zagrał dwa swoje koncerty. 
Z inicjatywy Wegeliusa w marcu 1882 roku Dilettantföreningen połączyło się z Helsińskim Towarzystwem Muzycznym, tworząc szkołę muzyczną. O objęcie kierownictwa instytutu poproszono norweskiego kompozytora Edvarda Griega (1843–1907), który odmówił. Pierwszym dyrektorem został Wegelius, który pełnił tę funkcję aż do swojej śmierci w 1906 roku. Wegelius kładł nacisk na nauczanie kompozycji, sam wykładał w instytucie teorię i historię muzyki oraz solfeż. Z braku materiałów sam napisał podręczniki do historii i teorii muzyki, które pozostawały w użyciu przez 50 lat. Zatrudnił nauczycieli z zagranicy, m.in. włoskiego kompozytora i pianistę Ferruccio Busoniego (1866–1924), norweskiego kompozytora i skrzypka Johana Halvorsena (1864–1935) oraz skrzypka Viktora Nováčka. Do jego najwybitniejszych uczniów należą: Jean Sibelius (1865–1957), Erkki Melartin (1875–1937), Armas Järnefelt (1869–1958), Toivo Kuula (1883–1918), Erik Furuhjelm (1883–1964) i Selim Palmgren (1878–1951).  
W 1902 roku senat fiński przyznał Wegeliusowi dożywotnią emeryturę. W 1904 roku Wegelius został członkiem szwedzkiej Królewskiej Akademii Muzycznej.

## Muzyka
Wegelius pisał sonaty na skrzypce i fortepian, fantazje na fortepian z orkiestrą, uwertury (m.in. Daniel Hjort), kantaty (m.in. Hymn till kärleken) i pieśni do tekstów Runeberga, Topeliusa i Goethego. Pod koniec lat 70. Wegelius skomponował kantatę Den 6:te Maj dla uczczenia dnia śmierci poety Johana Runeberga.  